# Taiwans administrativa indelning

Taiwans administrativa indelning.

Önationen Taiwan, officiellt Republiken Kina (中華民國, pinyin Zhōnghuá Mínguó) är administrativt indelad i 22 områden fördelade på län (xiàn), storstadsområden (zhíxiáshì) och stadskommuner (shì).
Officiellt är Republiken Kina indelad i 35 provinser, varav endast provinsen Taiwan samt en del av provinsen Fujian förvaltas av regeringen på Taiwan. Övriga områden tillhör Folkrepubliken Kina, som också gör anspråk på det av Taiwan förvaltade området.
Provinsen Taiwan omfattar ön Taiwan samt några mindre öar, medan Taiwans del av provinsen Fujian omfattar öar intill Kinas kust. I övrigt är provinsindelningen en papperskonstruktion, som avspeglar förhållanden från tiden före 1949.
Taiwan är indelad i 5 regioner och 22 administrativa områden (13 län, 6 storstadsområden, 3 stadskommuner). Områden är underdelade i olika underområden (bland annat distrikt hsien och orter zhèn)

## Regioner
| Norra delen                                                                                             | Centrala delen                                      | Södra delen                                                                                | Östra delen                                        | Yttre delen                                           |
| --- | --------------------------------------------------- | ------------------------------------------------------------------------------------------ | -------------------------------------------------- | ----------------------------------------------------- |
| |                                                     |                                                                                            |                                                    |                                                       |
| områden Taipei City New Taipei City Keelung City Taoyuan City Hsinchu City Hsinchu County Miaoli County | områden Taichung City Changhua County Nantou County | områden Yunlin County Chiayi City Chiayi County Tainan City Kaohsiung City Pingtung County | områden Yilan County Hualien County Taitung County | områden Penghu County Kinmen County Lienchiang County |

## Administrativa områden
De omstridda områden Kinmen och Lienchiang som både Taiwan och Folkrepubliken Kina gör anspråk på är inte medräknade här.
| nr   | område          | typ             | huvudort      | yta (km²) | underindelningar |
| ---- | --------------- | --------------- | ------------- | --------- | ---------------- |
| 1    | Changhua County | län             | Changhua City | 1 074     | 26               |
| 2    | Chiayi County   | län             | Minxiong      | 1 903     | 18               |
| 3    | Chiayi City     | stad            | Chiayi        | 28,80     | 2                |
| 4    | Hsinchu County  | län             | Zhubei        | 1 427     | 13               |
| 5    | Hsinchu City    | stad            | Hsinchu       | 151,66    | 3                |
| 6    | Hualien County  | län             | Hualien       | 4 628     | 13               |
| 7    | Kaohsiung City  | storstadsområde | Kaohsiung     | 2 951     | 38               |
| 8    | Keelung City    | stad            | Keelung       | 60,03     | 7                |
| 9    | Miaoli County   | län             | Toufen        | 1 820     | 18               |
| 10   | Nantou County   | län             | Nantou        | 4 106     | 13               |
| 11   | New Taipei City | storstadsområde | New Taipei    | 2 052     | 29               |
| 12   | Penghu County   | län             | Magong        | 126,86    | 6                |
| 13   | Pingtung County | län             | Pingtung City | 2 775     | 33               |
| 14   | Taichung City   | storstadsområde | Taichung      | 2 214     | 29               |
| 15   | Tainan City     | storstadsområde | Tainan        | 2 191     | 37               |
| 16   | Taipei City     | storstadsområde | Taipei        | 271,80    | 12               |
| 17   | Taitung County  | län             | Taitung City  | 3 515     | 16               |
| 18   | Taoyuan City    | storstadsområde | Taoyuan       | 1 220     | 13               |
| 19   | Yilan County    | län             | Yilan         | 2 143     | 12               |
| 20   | Yunlin County   | län             | Douliu        | 1 290     | 20               |
| (21) | Kinmen          |                 |               |           |                  |
| (22) | Lienchiang      |                 |               |           |                  |